# Son de Sol
Son de Sol (”solens ljud”) är en flamenco-popgrupp bestående av de tre systrarna Sole, Esperanza och Lola från  Écija, Andalusien i Spanien. Gruppen representerade Spanien i Eurovision Song Contest 2005 i Kiev, där de slutade på plats 21 med bidraget Brujería. Bidraget producerades av Manuel "Queco" Ruiz som även låg bakom The Ketchup Song några år tidigare. 
Gruppens första album nådde endast plats 3569 på den spanska försäljningslistan och sålde mindre än 100 exemplar. Skivan Callejuela  nådde till plats 1025 på samma lista. Efter dessa dåliga resultat bröts kontraktet mellan gruppen och skivbolaget. Det tredje albumet gavs ut i samband med gruppens medverkan i Eurovision Song Contest, men efter deras låga placering i tävlingen bestämde det dåvarande skivbolaget att inte släppa fler singlar med gruppen. 

## Diskografi
- De Fiesta Por Sevillanas (1999)
- Callejuela (2002)
- Brujería (2005)
- Directo a ti (2008)